# Georges V de Nassau-Dillenbourg
Georges V de Nassau-Dillenbourg, dit « Le Vieux », (en allemand : Georg V von Nassau-Dillenbourg), est né le 1er septembre 1562 à Dillenburg et décédé le 9 août 1623 à Dillenburg.
Il fut comte de Nassau-Dillenbourg de 1620 à 1623.

## Famille
Fils de Jean VI de Nassau-Dillenbourg et d'Élisabeth de Leuchtenberg.
En 1584, il épousa la comtesse Anne de Nassau-Sarrebrück (1565-1605)
Quatorze enfants sont nés de cette union :
- Jean de Nassau-Dillenbourg (1586-1586)
- Jean de Nassau-Dillenbourg (1587-1587)
- Jean de Nassau-Dillenbourg (1590-1607)
- Georges de Nassau-Dillenbourg (1591-1616)
- Julienne de Nassau-Dillenbourg (1592-1645), en 1608 elle épousa le comte Georges von Sayn (†1631)
- Louise de Nassau-Dillenbourg (1593-1614)
- Louis-Henri de Nassau-Dillenbourg, (prince de Nassau-Dillenbourg)
- Philippe de Nassau-Dillenbourg (1595-1595)
- Albert de Nassau-Dillenbourg (en) (1596- tué en 1626)
- Amélie de Nassau-Dillenbourg (1597-1598)
- Élisabeth de Nassau-Dillenbourg (1598-1599)
- Érika de Nassau-Dillenbourg (1601-1657)
- Anne de Nassau-Dillenbourg (1602-1351)
- Maurice de Nassau-Dillenbourg (1603-1604)

Veuf, Georges V de Nassau-Dillenbourg épousa Amélie von Sayn-Wittgstein (1585-1633), (fille du comte Louis von Sayn-Wittgenstein)
Une fille est née de cette union :
- Marguerite de Nassau-Dillenbourg (1606-1661), en 1626 elle épousa le comte Othon zur Lippe-Brake (1589-1657).

## Biographie
À la suite de la conversion au catholicisme de Jean VIII de Nassau-Dillenbourg, ce fut le frère cadet, Georges V de Nassau-Dillenbourg qui fut désigné pour succéder à son père au comté de Nassau-Dillenbourg.
Georges V de Nassau-Dillenbourg appartint à la lignée de Nassau--Dillenbourg, il fonda la cinquième branche de la Maison de Nassau, cette lignée est issue de la seconde branche de la Maison de Nassau. La cinquième branche appartient à la tige Ottonienne, cette lignée donna des stathouders à la Flandre, aux Provinces-Unies, à la Hollande, également un roi d'Angleterre et d'Écosse en la personne de Guillaume III d'Orange-Nassau.